# Abarimon

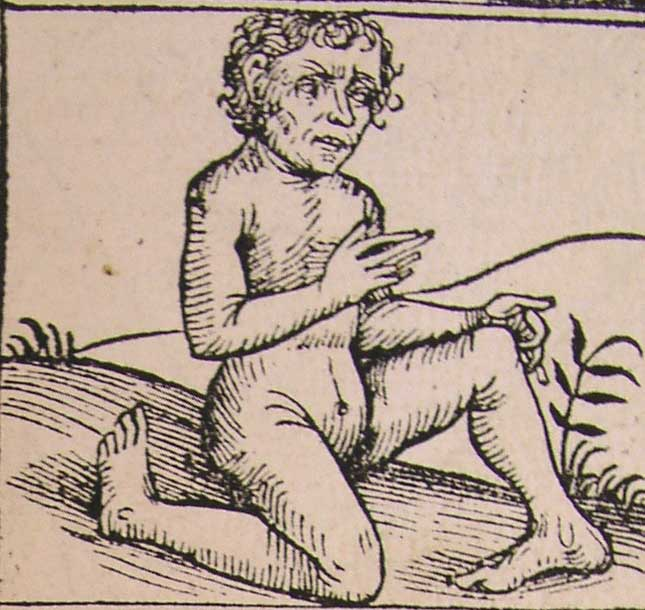
Um Nulos, semelhante a um abarimon. Xilogravura de Hartmann Schedel: Nuremberg Chronical, p. Xllr.

Abarimon ou antípoda em mitologia são pessoas cujos pés estão invertidos, no entanto, apesar da sua incapacidade, eram capazes de correr a velocidades extremas.
A tribo majestosa foi descrita pela primeira vez na Europa por Plínio, o Velho, no seu livro, História Natural (VII 11), que acreditava que eles eram nativos da Índia. Um conto que é parecido é retratado por Aulo Gélio em Attic Nights.
Eles coexistiam com animais selvagens e qualquer esforço para os capturar não tinha sucesso porque eles eram tão ferozes e bárbaros. No seu livro, Plínio salienta informação que deriva de Baiton, Agrimensor de Alexandre, o Grande. Pela qualidade especial do ar, os abarimons só eram capazes de respirar o ar dos seus vales domésticos, segundo Baiton. Se a qualidade especial do ar foi respirada por um longo período de tempo, respirar qualquer outro tipo de ar seria impossível. Por isto, os habitantes não são capazes de sair do vale e viver em outro lado do mundo. Assim, era impossível apanhar e levar-los para as cortes de um líder distantes, ou à grande conquista macedónia.
É muito viável que isto seja uma descrição etnográfica demasiado desenvolvida de uma estirpe de vida selvagem pré-histórica em áreas perto dos Himalaias.
Como afirmado por uma lenda diferente, Abarimon é referido como uma paisagem encontrada em Cítia, um vale no Monte Imaus (que pode ser indistinguível do Indocuche ou dos Himalaias).
Mais tarde, Abarimon foi resumido no Thesaurus Linguae Romanae et Britannicae de Thomas Cooper, como uma uma tribo no país Tataria. Durante a Idade Média, depois de uma visão familiar heliocentrica, alguns desenhadores de mapa fizeram criaturas na forma de pessoas Abarimon e posicionou-as na fronteira mais externa do mundo.